# Збройніки
Збройніки (словац. Zbrojníky) — село, громада округу Левіце, Нітранський край. Кадастрова площа громади — 16.36 км².
Населення 508 осіб (станом на 31 грудня 2018 року).

## Історія
Збройніки згадуються 1303 року.

## Населення
| Рік:            | 1994. | 2004.   | 2014.   | 2024.   |
| --------------- | ----- | ------- | ------- | ------- |
| Кількість осіб: | 541   | 497     | 493     | 488     |
| Різниця:        |       | -8,13 % | -0,80 % | -1,01 % |

| Рік:            | 2023. | 2024.   |
| --------------- | ----- | ------- |
| Кількість осіб: | 489   | 488     |
| Різниця:        |       | -0,20 % |